# 拳力逆转
是一部2023年上映的韩国剧情喜劇片，由电影《解决士》的导演权赫宰执导，陳善圭、成侑彬、吳娜拉、高昌錫、張東周主演。电影以韩国前拳击运动员朴时宪为原型，讲述曾是金牌得主、一咬住就不松口的“自我主义”老师时宪（陈善圭 饰）遇到一盘散沙“超落伍”的弟子们，向世人展示愉快一击的故事，2023年2月22日在韩国上映。

## 演员阵容

### 主要人物
- 陳善圭 饰演 朴时宪，又名“疯狗”，曾是1988年漢城奧運會的金牌得主，退役后变成固执的体育老师。
- 成侑彬 饰演 崔润宇，虽具备前途无量的实力，但冰冷的现实让他只剩下怒气的希望之星。
- 吳娜拉 饰演 赵一善，时宪的妻子。
- 高昌錫 饰演 校长，时宪和弟子们的精神支柱。
- 張東周 饰演 李焕周，一旦迷上就会坚持到底的“过度投入者”，无时无刻向润宇申请决斗。
- 高圭弼 饰演 具万德，时宪的好友。
- 金民浩 饰演 朴福安，时宪在学校的弟子，拳击部胆子最小的成员。

### 其他人物
- 李钟和 饰演 家吴，拳击部成员。
- 崔亨泰 饰演 福鼻，拳击部成员。
- 秋正勋 饰演 朱迪，拳击部成员。
- 申宰白 饰演 朴柱元，时宪的儿子。
- 太仁鎬 饰演 宋熙哲
- 車順裴 饰演 协会会长
- 李準赫 饰演 吴记者
- 李洪耐 饰演 李东洙，拳击希望之星，出生在富裕家庭，拥有父亲的人脉和夯实的经济支持。
- 崔佑赫 饰演 朴炳雄，上一年度的拳击冠军。
- 罗载雄 饰演 东洙的父亲
- 禹贞媛 饰演 润宇的母亲
- 韩哲宇 饰演 金警官
- 金秀焕 饰演 汤饭餐馆的男子
- 朴元硕 饰演 金刚教练

### 特别出演
- 李壹花 饰演 具道顺，万德的姐姐。
- 朴成根 饰演 大韩体育会理事长
- 金汉钟 饰演 汤饭餐馆的男子
- 李胤熙 饰演 老教师

## 制作

### 选角
2019年12月，宣布陈善圭、成侑彬、吴娜拉、高昌锡、张东周、高圭弼出演该片。2022年1月，禹贞媛和李洪耐确定参演。2月，金民浩确定参演。6月，媒体报导李钟和参演。7月，崔佑赫确定参演。

### 拍摄
主体拍摄于2020年2月25日开始，同年6月24日杀青。

## 发行
该片曾计划过在2020年10月或2021年下半年上映。